# Paracentrophyes quadridentatus
Paracentrophyes quadridentatus is een soort in de taxonomische indeling van de stekelwormen.
De diersoort behoort tot het geslacht Paracentrophyes en behoort tot de familie Neocentrophyidae. De wetenschappelijke naam van de soort werd voor het eerst geldig gepubliceerd in 1928 door Zelinka.